# Xenillus ornatus
Xenillus ornatus är en kvalsterart som först beskrevs av Covarrubias 1967.  Xenillus ornatus ingår i släktet Xenillus och familjen Xenillidae. Inga underarter finns listade i Catalogue of Life.